# Ashby (Film)
Ashby ist ein US-amerikanischer Film des Regisseurs Tony McNamara aus dem Jahr 2015. Die beiden Protagonisten werden durch Mickey Rourke und Nat Wolff dargestellt.

## Handlung
Der 17-jährige Ed zieht mit seiner Mutter June von Oregon nach Virginia. An seiner neuen Highschool soll Ed einen Schulaufsatz über einen alten Mitmenschen schreiben und freundet sich mit seinem Nachbarn Ashby an. Ed unterstützt Ashby, indem er diesen durch die Gegend chauffiert. Bald stellt Ed fest, dass Ashby eine Vergangenheit als CIA-Auftragskiller für die Regierung hat, jedoch keine Aufträge mehr annimmt. Durch Gespräche lernen die beiden einander näher kennen und Ashby unterstützt Ed in dessen jugendlicher Entwicklung.
Ed erreicht an seiner neuen Highschool die Aufnahme in das Footballteam und schafft es dadurch, seine Außenseiterrolle abzulegen. Mit seiner Mitschülerin Eloise entwickelt sich eine Freundschaft. Die Beziehung zu seinem Vater hingegen verläuft nicht wie gewünscht, da dieser keine Zeit aufbringt, seinen Sohn zu besuchen. Seine Mutter hingegen unternimmt laufend Versuche, einen neuen Mann und Partner kennenzulernen.
Als Ashby erfährt, dass einer seiner letzten Auftragsmorde kein Dienst im Auftrag der Regierung war, sondern drei Bekannten einen finanziellen Vorteil verschafft hat, entschließt er sich diese drei aus Rache zu töten. Als Ashby Ed die jüngsten zwei Morde beichtet, erzählt er ihm unter anderem, dass er aufgrund eines Gehirntumors nur noch wenige Wochen zu leben habe. Ashby verspricht Ed, den letzten Mord nicht wie geplant zu begehen.
Stattdessen wird Ashby selbst von Auftragskillern erschossen, er hinterlässt Ed seinen Wagen, mit dem ihn dieser immer chauffiert hat.

## Produktion
Der Film feierte am 19. April 2015 seine Premiere beim Tribeca Film Festival, der Kinostart in den USA folgte am 25. September 2015. In Deutschland und Österreich wurde der Film nicht in den Kinos gezeigt, eine Veröffentlichung erfolgte nur mittels Streaming- und Download-Diensten.

## Kritik
Die US-Kritiken zu diesem Film fielen überwiegend negativ aus, so bezeichnete Dennis Harvey auf Variety.com John McNamaras zweite Regiearbeit gar als „schlecht gemischte Schüssel voller nicht zueinander passender Zutaten – lau, schnell verdaut und vergessen.“ Stefan Seidl von Actionfreunde.de jedoch ist durchaus der Meinung, dass der Regisseur „eine sympathische, prima besetzte, handwerklich ordentliche, verschiedene klassisch-bewährte Botschaften sowie inspiriert verfasste Dialoge aufweisende ‚Coming-of-Age‘-Dramödie erschaffen“ habe.

## Auszeichnungen
Australian Writers Guild 2015
- Nominierung in der Kategorie Original Feature Film für Tony McNamara[5]